# نشان ملی آندورا
نشان ملی آندورا، از سال ۱۹۶۹ میلادی به‌عنوان نشان رسمی این کشور به کار می‌رود. قسمت اول آن نشان شهر لاسا اورگل واقع در ایالت کاتالونیای اسپانیاست و قسمت دوم نشان شهر فویکس واقع در ایالت فویکس فرانسه است. قسمت سوم نشان ایالت کاتالونیا در اسپانیا و قسمت چهارم نشان ایالت برن واقع در جنوب غربی فرانسه است.